# Ernst Fast
Ernst Robert Efraim Fast, född 21 januari 1881 i Klara församling i Stockholm, död 26 oktober 1959 i Husby-Sjuhundra församling i Stockholms län, var en svensk friidrottare (långdistanslöpning) och elektriker. Han tävlade för Sundbybergs IK och senare för Stockholms SK.
Fast vann bronsmedalj i maratonlöpning vid olympiska sommarspelen 1900 i Paris, och blev därigenom Sveriges första olympiska medaljör. Han var inofficiell svensk rekordhållare på 5 000 (1904–1906) och 10 000 meter (1904–1908), samt svensk mästare på 10 000 meter åren 1899 och 1904.
Ernst Fast är begravd på Sandsborgskyrkogården i Stockholm.

## Idrottskarriär
- 1899 vann Fast SM på 10 000 meter (tid 35.25,4).
- 1900 deltog han vid de olympiska spelen i Paris där han sprang maraton och tog Sveriges första olympiska medalj.
- 1901 vann Fast Kungsbackaloppet, något han upprepade 1902.
- 1904 vann han åter SM på 10 000 meter, denna gång med tiden 32.56,0, vilket var nytt inofficiellt svenskt rekord - han bättrade på Kristian Hellströms 34.24,0 från tidigare samma år. Detta år slog han också svenskt rekord på 5 000 meter med ett lopp på 15.45,8. Han slog därmed Kristian Hellströms rekord från 1903. 1904 såg honom vinna Kungsbackaloppet en tredje gång, samt även Sleipners terränglopp och den Skandinaviska maratonpokalen i Köpenhamn.
- 1905 vann han Sleipners terränglopp för andra gången.